# Kourinion
Kourignon là một tổng thuộc tỉnh Kénédougou ở tây nam Burkina Faso. Thủ phủ là thị xã Kourignon..

## Các thị xã và làng xã
Banfoulagoue, Dan, Guena, Mina, N’bie, Pindie-Badara, Sian, Sidi, Sipigui, Toussiamasso và Toussian-Bandougou.